# Aeroportul Internațional Addis Ababa Bole
Aeroportul Internațional Addis Ababa Bole (IATA: ADD, ICAO: HAAB) este un aeroport din Bole Medhanealem⁠(d), Addis Abeba, Etiopia ce deservește zona Addis Abeba. Aeroportul a fost tranzitat în 2021 de 4.585.712 pasageri. A fost deschis în 1961 și numit după Bole Medhanealem⁠(d).
Situat la o altitudine de 2.334 m, aeroportul dispune de 1 pistă.

## Infrastructură

### Piste
Aeroportul dispune de o singură pistă. Pista 07R/25L are suprafața de asfalt și dimensiunile 3.800 m × 45 m. 